# Bernabò Visconti
Bernabò Visconti, född 1323, död 1385, var härskare över Milano från 1349 till 1385. 

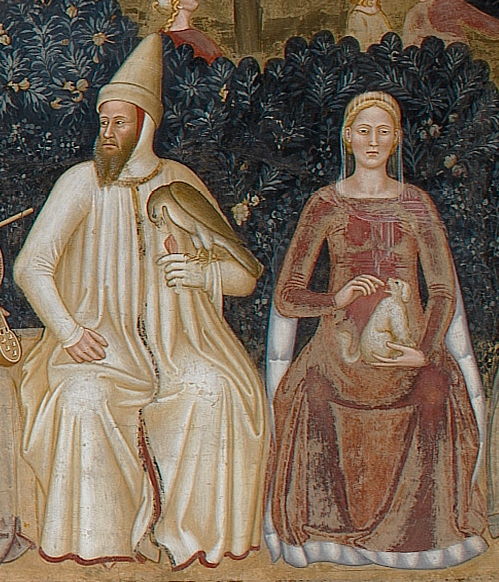
Bernabò Visconti och Beatrice Regina della Scala.